# Фёдоров, Алексей Владимирович
Але́ксей Влади́мирович Фёдоров (род. 16 марта 1974 года, Ленинград) — председатель Совета по развитию электронной торговли Торгово-промышленной палаты Российской Федерации, глава Комитета по торговле общероссийской общественной организации «Деловая Россия», экс-президент Ассоциации компаний интернет-торговли (АКИТ), руководитель подгруппы «Интернет+торговля» в Администрации Президента РФ, эксперт в сфере информационных технологий и телекоммуникаций (по версии делового аналитического издания «Эксперт Северо-Запад»), совладелец и управляющий партнёр группы компаний «220 Вольт».

## Биография и профессиональная деятельность
Родился 16 марта 1974 года в городе Ленинград, СССР. Окончил Санкт-Петербургский Государственный университет аэрокосмического приборостроения (ГУАП) по специальности «Авиационные приборы и измерительно-вычислительные комплексы».
В период с 1993 по 1997 гг. работал корреспондентом на радиостанции «Радио России» в Санкт-Петербурге. С 1997—1998 гг. занимал должность руководителя Дирекции по рекламе радиостанции «FM-107».
С 1999 по 2006 годы — коммерческий директор ООО «Торговый дом Северо-Западный», с 2006 года является генеральным директором компании.
В 2003 году Алексей Фёдоров стал управляющим партнёром группы компаний «220 Вольт».
В 2015 году Алексей Фёдоров вошёл в ТОП-250 лучших генеральных директоров России по версии журнала «Генеральный директор».
С 2015 года по май 2018 являлся президентом Ассоциации компаний интернет-торговли (АКИТ). Одной из громких инициатив Фёдорова в рамках АКИТ стало положительное рассмотрение Федеральной Антимонопольной службой заявления с просьбой пресечь нарушение законодательства о защите конкуренции и признать термин «Black Friday» («Чёрная пятница») общедоступным, а также последующее за этой победой проведение собственной ежегодной масштабной акции «Настоящая Чёрная Пятница».
За реализацию глобального IT-проекта онлайн-агрегатора распродаж Onedaysale.ru в 2016 году Алексей Фёдоров был награждён премией «Эксперт года» (ежегодная премия делового журнала «Эксперт Северо-Запад») в рамках номинации «Эксперт в сфере информационных технологий и телекоммуникаций».
В апреле 2019 года назначен на пост главы комитета по торговле общероссийской общественной организации «Деловая Россия». В рамках занимаемой должности Алексей Фёдоров планирует продолжить развитие инициатив, начатых в АКИТ.
В 2019 году вошёл в ТОП-20 высших руководителей в сфере «Торговля» по версии издания «Коммерсантъ».
В 2020 году назначен на пост Председателя Совета Торгово-промышленной палаты РФ по развитию электронной коммерции.
В 2020 году награждён Почетным знаком Губернатора Ленинградской области «Почетный предприниматель Ленинградской области».
Имеет дочь.
В 2023-2024 годах Алексей выступил с резкой критикой правительства России.

## Критика продвигаемых инициатив
С момента назначения Алексея Фёдорова на должность президента Ассоциации компаний интернет-торговли им было выдвинуто немало политических и общественных инициатив, часть из которых получила неоднозначную оценку не только среди представителей отечественного рынка электронной коммерции, но и среди граждан России. Отдельно стоит отметить инициативу по проверке посылок, которые поступают россиянам из зарубежных интернет-магазинов, с целью выявления и последующего уничтожения контрафактных товаров. Предложение о введении НДС регистрации для иностранных интернет-магазинов также вызвало ряд возмущений среди представителей отрасли и потребителей. Некоторые эксперты расценили эту инициативу как очередной способ пополнить бюджет страны, а также высказались в пользу того, что данное нововведение неминуемо нанесёт финансовый ущерб российским потребителям.